# Kiss Unplugged
| 전문가 평가                      | 전문가 평가 |
| 평가 점수                        | 평가 점수   |
| 출처                             | 점수        |
| -------------------------------- | ----------- |
| AllMusic                         | [ 1 ]       |
| Collector's Guide to Heavy Metal | 7/10        |
| Encyclopedia of Popular Music    | [ 3 ]       |
| Melodic.net                      | [ 4 ]       |
| Q                                | [ 5 ]       |
| Rock Hard                        | 6.0/10      |
| The Rolling Stone Album Guide    | [ 7 ]       |

《Kiss Unplugged》는 1996년 5월 12일에 발매된 미국의 하드 록 밴드 키스의 라이브 음반이다. 이 음반은 텔레비전 프로그램 《MTV 언플러그드》의 스튜디오에서 녹음되었으며, 라이브 및 비디오 음반 시리즈의 일부로 발매되었다. 이 음반은 《Alive!》 시리즈에 포함되지 않은 최초의 키스 라이브 음반이다.

## 배경
1995년 8월 9일, 밴드는 뉴욕의 소니 뮤직 스튜디오에서 TV 쇼 《MTV 언플러그드》를 위해 공연했다. 폴 스탠리와 진 시몬스는 전 멤버인 피터 크리스와 에이스 프레일리에게 연락하여 참여를 초대했다. 이 공연은 원래 라인업이 트레이드마크인 메이크업 없이 공개적으로 공연한 유일한 사례였으며, 프레일리와 크리스가 에릭 싱어와 브루스 큘릭과 무대를 함께한 유일한 사례이기도 했다. 싱어가 음반의 리드 보컬을 맡은 것은 이번이 처음이었다(〈Nothin' to Lose〉에서 크리스와 공유).
공연에서 크리스와 프레일리에 대한 팬들의 반응은 매우 긍정적이어서 1996년에 키스의 원래 라인업이 1979년 이후 처음으로 네 명의 원래 멤버들과 재회했다.
《케랑!》의 돈 케이는 뉴욕 소니 뮤직 스튜디오의 녹음 리뷰에서 "TV 스튜디오에서 로큰롤 역사가 가득 울려 퍼지는 소리가 귀에 거슬렸다"고 썼다. "〈2,000 Man〉의 오프닝 코드를 맞추면서 완전한 대혼란이 이어졌고, 에이스의 목소리가 우리 모두가 알고 사랑하는 맑고 냉소적인 방식으로 울려 퍼졌을 때도 계속되었습니다."

## 발매
1996년 3월 12일, 콘서트는 CD로 발매되었다. 음반의 LP 버전에는 포스터가 포함되어 있으며 일부는 노란색 대리석 바이닐에 눌려 있었다.
CD 발매와 거의 동시에 독립형 VHS 및 DVD 다큐멘터리가 제작되었으며, 뉴욕 SIR 스튜디오에서 밴드의 리허설 세션을 아카이브 영상으로 담고 있다. 또한 올해 초 첫 번째 "KISS Konvention" 출연을 보여주며, 크리스는 투어 멤버들과 함께 무대에 올라 몇 곡을 불렀다. 크리스에 따르면, 이 초대를 통해 시몬스는 자신과 프레일리에게 《언플러그드》 테이핑에 참여할 수 있는 기회를 얻게 되었다고 한다. 논란이 많은 분열로 인해 전 세계 팬층은 이런 일이 일어날 줄은 전혀 예상하지 못했고, 행사 당일까지 비밀로 유지되었다.

## 곡 목록
| #   | 제목                             | 작사·작곡                        | 리드 보컬                | 재생 시간 |
| --- | -------------------------------- | -------------------------------- | ------------------------ | --------- |
| 1.  | 〈Comin' Home〉                  | 에이스 프레일리, 폴 스탠리       | 스탠리                   | 2:51      |
| 2.  | 〈Plaster Caster〉               | 진 시몬스                        | 시몬스                   | 3:17      |
| 3.  | 〈Goin' Blind〉                  | 시몬스, 스티븐 코로넬            | 시몬스                   | 3:37      |
| 4.  | 〈Do You Love Me?〉              | 스탠리, 밥 에즈린, 킴 파울리     | 스탠리                   | 3:13      |
| 5.  | 〈Domino〉                       | 시몬스                           | 시몬스                   | 3:46      |
| 6.  | 〈Sure Know Something〉          | 스탠리, 비니 폰시아              | 스탠리                   | 4:14      |
| 7.  | 〈A World Without Heroes〉       | 스탠리, 시몬스, 에즈린, 루 리드  | 시몬스                   | 2:57      |
| 8.  | 〈Rock Bottom〉                  | 프레일리, 스탠리                 | 스탠리                   | 3:20      |
| 9.  | 〈See You Tonite〉               | 시몬스                           | 시몬스                   | 2:26      |
| 10. | 〈I Still Love You〉             | 스탠리, 비니 빈센트              | 스탠리                   | 6:09      |
| 11. | 〈Every Time I Look at You〉     | 스탠리, 에즈린                   | 스탠리                   | 4:43      |
| 12. | 〈2,000 Man〉 (롤링 스톤스 커버) | 믹 재거, 키스 리처즈             | 프레일리                 | 5:12      |
| 13. | 〈Beth〉                         | 피터 크리스, 에즈린, 스탠 펜리지 | 크리스                   | 2:50      |
| 14. | 〈Nothin' to Lose〉              | 시몬스                           | 에릭 싱어, 크리스        | 3:42      |
| 15. | 〈Rock and Roll All Nite〉       | 스탠리, 시몬스                   | 시몬스, 프레일리, 크리스 | 4:20      |

## 인증
| 국가                       | 인증 | 판매량/출하량 |
| -------------------------- | ---- | ------------- |
| 아르헨티나 (CAPIF)         | 골드 | 30,000^       |
| 미국 (RIAA)                | 골드 | 500,000^      |
| 미국 (RIAA) Video          | 골드 | 50,000^       |
| ^출하량을 기반으로 한 인증 |      |               |